# Cesvaine
Cesvaine er en by beliggende i Madonas distrikt i det østlige Letland med 1.527(2016) indbyggere. Cesvaine fik byrettigheder i 1991. I byen ligger Cesvaine Slot, der blev opført i 1896 i nærheden af den oprindelige ordensborg. Før Letlands selvstændighed i 1918 var byen også kendt under sit tyske navn Sesswegen.